# Campeonato Sul-Americano de Voleibol Masculino Sub-21 de 1996
O  Campeonato Sul-Americano de Voleibol Masculino Sub-21  de 1996  é a décima - terceira edição do Campeonato Sul-Americano de Voleibol Masculino da categoria juvenil, disputado por seleções sul-americanas e ocorrendo a cada dois anos , cuja competição é organizada pela Confederação Sul-Americana de Voleibol.

## Equipes
- Argentina
- Brasil
- Chile
- Colômbia
- Peru
- Venezuela

## Local
- ?, Cali, Colômbia

## Fórmula de disputa
Todas as seleções se enfrentam e ao final a 1ª e 2º  colocadas disputam o título numa partida decisiva, assim como a 3ª e 4ª disputam a medalha bronze desta edição.

## Resultados
- Hora local (UTC-3).

|     |           |     | Jogos | Jogos | Jogos | Pontos | Pontos | Pontos | Sets | Sets | Sets   |
| Pos | Equipe    | Pts | T     | V     | D     | V      | P      | R      | V    | P    | R      |
| --- | --------- | --- | ----- | ----- | ----- | ------ | ------ | ------ | ---- | ---- | ------ |
| 1   | Brasil    | 15  | 5     | 5     | 0     | 236    | 101    | 2.337  | 15   | 1    | 15,000 |
| 2   | Venezuela | 12  | 5     | 4     | 1     | 208    | 131    | 1.588  | 12   | 4    | 3,000  |
| 3   | Argentina | 9   | 5     | 3     | 2     | 186    | 192    | 0.969  | 11   | 7    | 1.571  |
| 4   | Colômbia  | 6   | 5     | 2     | 3     | 187    | 208    | 0.899  | 7    | 9    | 0.778  |
| 5   | Chile     | 3   | 5     | 1     | 4     | 149    | 211    | 0.706  | 3    | 13   | 0.231  |
| 6   | Peru      | 0   | 5     | 0     | 5     | 68     | 191    | 0.356  | 1    | 15   | 0.067  |

| Data   | Hora  |               | Placar |           | Set 1 | Set 2 | Set 3 | Set 4 | Set 5 | Total | Relatório |
| ------ | ----- | ------------- | ------ | --------- | ----- | ----- | ----- | ----- | ----- | ----- | --------- |
| 9 set  | 15:30 | Argentina     | 3–?    | Peru      | ?–?   | ?–?   | ?–?   |       |       | 0–0   | ?–?       |
| 9 set  | 17:30 | ' Brasil '    | 3–0    | Venezuela | 15–4  | 15–8  | 15–4  |       |       | 45–16 | 45–16     |
| 9 set  | 19:30 | ' Colômbia '  | 3–0    | Chile     | 16–14 | 15–3  | 17-15 |       |       | 48–17 | 48-32     |
| 10 set | ?     | ' Chile '     | 3–1    | Peru      | 15–3  | 15–1  | 11–15 | 15-9  |       | 56–19 | 56-28     |
| 10 set | ?     | ' Venezuela ' | 3–1    | Argentina | 11–15 | 16–14 | 15–4  | 15-2  |       | 57–33 | 57-835    |
| 10 set | ?     | ' Brasil '    | 3–0    | Colômbia  | 15–4  | 15–7  | 15–6  |       |       | 45–17 | 45-17     |
| 11 set | 16:00 | ' Venezuela ' | 3–0    | Chile     | 15–6  | 15–9  | 15–5  |       |       | 45–20 | 45-20     |
| 11 set | 17:30 | ' Brasil '    | 3–1    | Argentina | 15–12 | 11–15 | 15–8  | 15-12 |       | 56–35 | 56-47     |
| 11 set | 19:30 | ' Colômbia '  | 3–0    | Peru      | 15–7  | 15–7  | 15–13 |       |       | 45–27 | 45-27     |
| 12 set | 16:00 | ' Brasil '    | 3–0    | Peru      | 15–2  | 15–2  | 15–2  |       |       | 45–6  | 45-6      |
| 12 set | 17:30 | ' Argentina ' | 3–0    | Chile     | 15–6  | 15–10 | 15–10 |       |       | 45–26 | 45-26     |
| 12 set | 19:30 | ' Venezuela ' | 3–0    | Colômbia  | 15–4  | 15–13 | 15–7  |       |       | 45–24 | 45-24     |
| 13 set | 16:00 | ' Venezuela ' | 3–0    | Peru      | 15–1  | 15–3  | 15–3  |       |       | 45–7  | 45-7      |
| 13 set | 17:30 | ' Brasil '    | 3–0    | Chile     | 15–0  | 15–7  | 15–5  |       |       | 45–12 | 45-15     |
| 13 set | 19:30 | ' Argentina ' | 3–1    | Colômbia  | 16–14 | 12–15 | 15–10 | 16-14 |       | 59–39 | 59-53     |

## 3º e 4º Lugar
| Data   | Hora |               | Placar |          | Set 1 | Set 2 | Set 3 | Set 4 | Set 5 | Total | Relatório |
| ------ | ---- | ------------- | ------ | -------- | ----- | ----- | ----- | ----- | ----- | ----- | --------- |
| 14 set | ?    | ' Argentina ' | 3–0    | Colômbia | 15–9  | 15–8  | 15–5  |       |       | 45–22 | 45-22     |

## Final
| Data   | Hora  |            | Placar |           | Set 1 | Set 2 | Set 3 | Set 4 | Set 5 | Total | Relatório |
| ------ | ----- | ---------- | ------ | --------- | ----- | ----- | ----- | ----- | ----- | ----- | --------- |
| 14 set | 16:00 | ' Brasil ' | 3–0    | Venezuela | 15–9  | 16–14 | 15–6  |       |       | 46–29 | 46–29     |